# Egaksrak River
Der Egaksrak River ist ein 100 km langer Zufluss der Beaufortsee im Bereich der North Slope im Nordosten des US-Bundesstaats Alaska.

## Verlauf
Der Egaksrak River entspringt in den Romanzof Mountains, ein Gebirgszug der Brookskette, auf einer Höhe von etwa 1700 m. Der Egaksrak River fließt anfangs in überwiegend nordnordwestlicher Richtung durch das Bergland. Bei Flusskilometer 49 verlässt der Fluss die Vorberge der Brookskette und erreicht das Küstentiefland. Dort wendet sich der Egaksrak River allmählich nach Nordosten. Der Egaksrak River bildet nun einen verflochtenen Fluss. Am linken Flussufer befinden sich verlandete Flussarme eines ehemaligen Schwemmfächers. Von rechts münden die Flüsse Redwacke Creek und Ekaluakat River in den Egaksrak River. Dieser wendet sich auf den letzten 11 Kilometern nach Norden und mündet schließlich in die Egaksrak Lagoon, eine Lagune, die durch mehrere Sandstreifen vom offenen Meer getrennt wird. 2 km weiter westlich befindet sich die Mündung des Aichilik River, 45 km ostsüdöstlich die kanadische Staatsgrenze.

## Einzugsgebiet
Das etwa 1300 km² große Einzugsgebiet des Egaksrak River befindet sich im Arctic National Wildlife Refuge. Es grenzt im Osten und im Südosten an das Einzugsgebiet des Kongakut River, im Südwesten und im Westen an das des Aichilik River.

## Namensgebung
Der Fluss trägt einen Eskimo-Namen, wobei dessen Bedeutung nicht bekannt ist. Der Name wurde 1948 vom U.S. Coast and Geodetic Survey (USC&GS) offiziell vergeben.